# مشروع العينة اللبية الجليدية في شمال جرينلاند

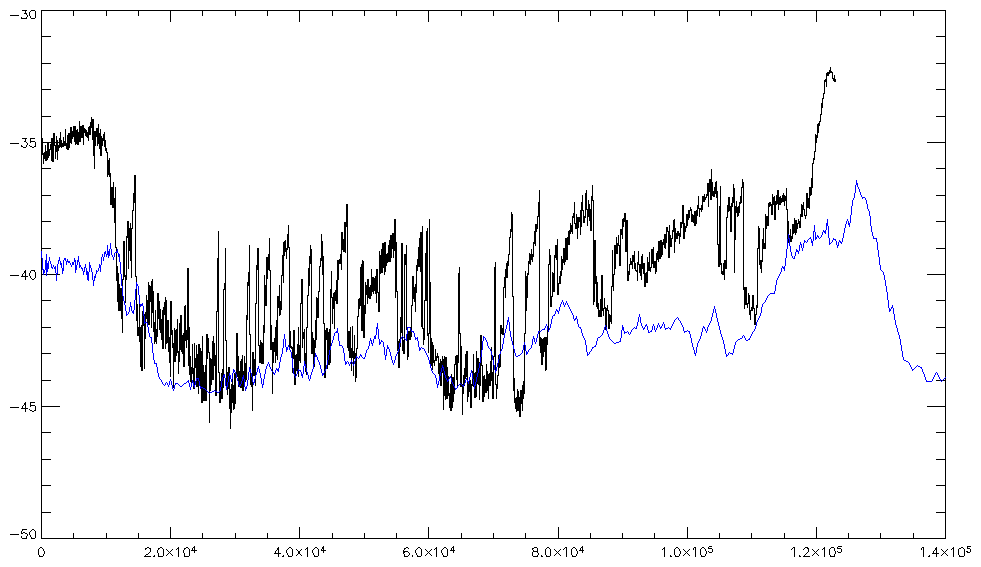
سجل δ^{18}O من لب مشروع العينة اللبية الجليدية في شمال جرينلاند

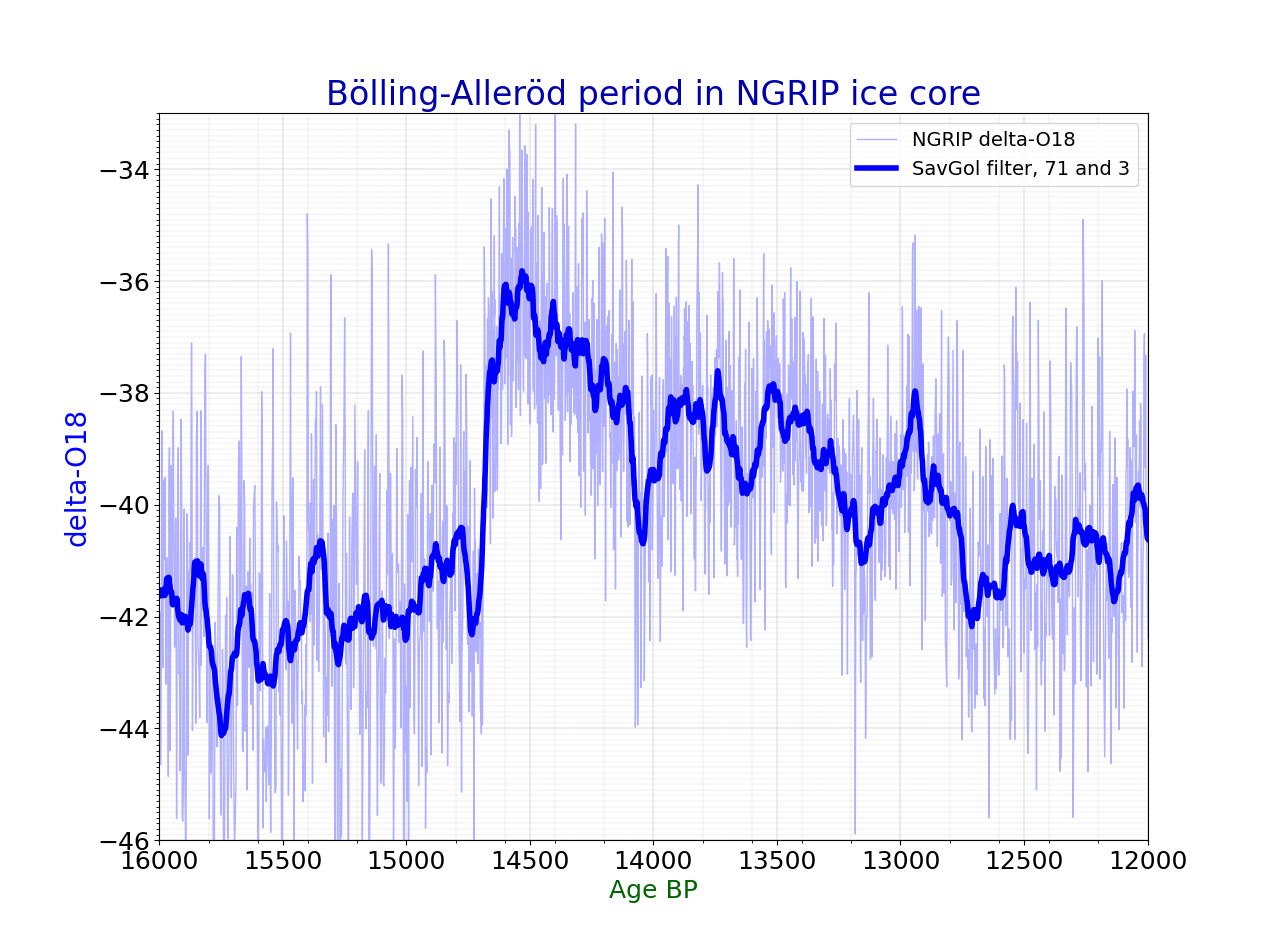
بيانات نظائر الأكسجين لمشروع العينة اللبية الجليدية في شمال جرينلاند

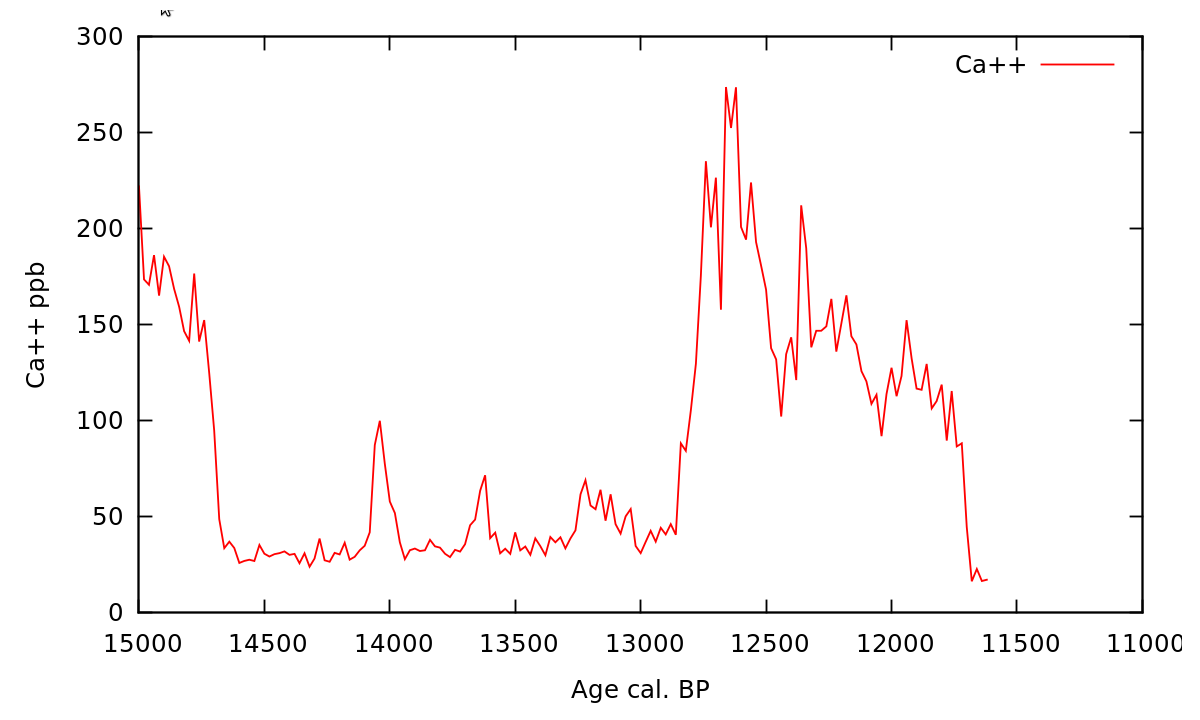
تركيز الكالسيوم ونسب نظائر δ^{18}O من نوى الجليد في مشروع العينة اللبية الجليدية في جرينلاند وشمال جرينلاند
ومشروع الصفيحة الجليدية في جرينلاند على مقياس (GICC05) الزمني.

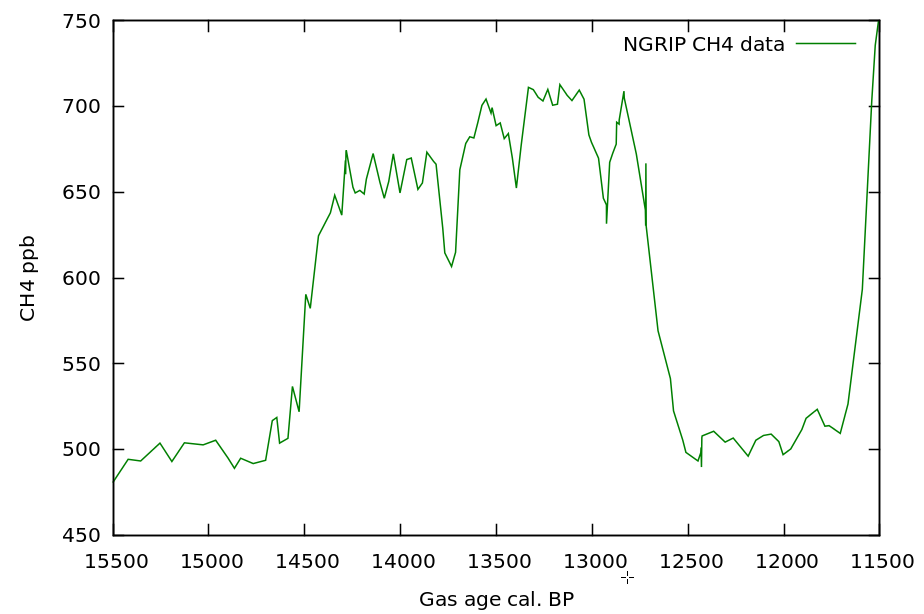
سجل الميثان (CH4) من لب جليد مشروع العينة اللبية الجليدية في شمال جرينلاند

مشروع العينة اللبية الجليدية في شمال جرينلاند (بالإنجليزية: North Greenland Ice Core Project)‏ (NGRIP) أو (NorthGRIP)، وهو موقع حفر يقع بالقرب من مركز جرينلاند (75°01′N 42°32′W / 75.017°N 42.533°W، 2917 متر، سمك الجليد 3085). بدأ الحفر في عام 1999 واكتمل في الصخر الأساسي في عام 2003. عينة لب الجليد عبارة عن أسطوانات من الجليد يبلغ قطرها 11 سنتيمترًا وتم جلبها إلى السطح بأطوال 3.5 متر. تم اختيار موقع المشروع لاستخراج سجل طويل وغير مشوش يمتد إلى آخر فترة جليدية، وقد نجح في ذلك. تم اختيار الموقع لتضاريس طبوغرافية قاعدية مسطحة لتجنب تشوهات التدفق التي تجعل قاع لب كل من مشروع العينة اللبية الجليدية في جرينلاند (GRIP) ومشروع الصفيحة الجليدية في جرينلاند (GISP) غير ثابتة. على نحو غير معتاد، هناك ذوبان في قاع لب المشروع - ويُعتقد أنه بسبب التدفق الحراري الأرضي المرتفع. وهذا يجعل له ميزة بأن الطبقات السفلية تكون أقل ضغطًا بسبب الترقق مما قد تكون عليه: تبلغ سماكة طبقات المشروع في شمال جرينلاند السنوية عند عمر 10.5 ألف سنة 1.1 سم، أي ضعف سماكة المشروع في جرينلاند وبنفس العمر.